# Ost-Aserbaidschan

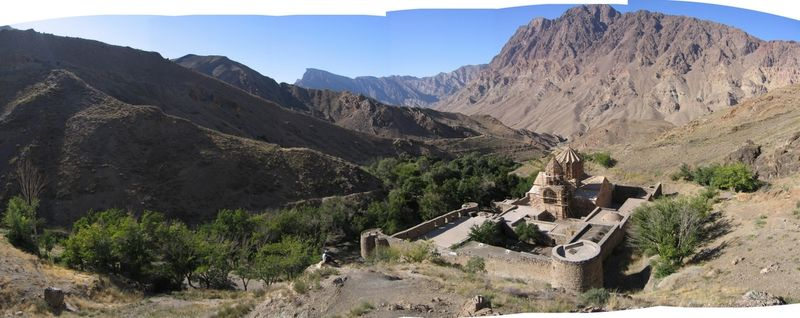
Das armenische Kloster Sankt Stephanos ist nahe Jolfa oberhalb des Grenzflusses zu Aserbaidschan in Iran gelegen. Rechts im Hintergrund der Berg Sabalan

Ost-Aserbaidschan (persisch آذربايجان شرقی, DMG Āzārbāyǧān-e Šarqī, aserbaidschanisch Şərqi Azərbaycan) ist eine der 31 iranischen Provinzen. Die Hauptstadt ist Täbris. Ost-Aserbaidschan ist ein Teil der iranischen Landschaft Aserbaidschan.
In der Provinz leben 3.909.652 Menschen (Volkszählung 2016). Die Provinz erstreckt sich auf 45.650 Quadratkilometer. Die Bevölkerungsdichte beträgt 86 Einwohner pro Quadratkilometer.

## Geographie
Die Provinz Ost-Aserbaidschan liegt im Nordwesten Irans zwischen 36° 43' bis 39° 42' nördlicher Breite 45° 5' bis 48° 56' östlicher Länge. Das Gebiet wird im Norden von den Republiken Aserbaidschan und Armenien, im Osten von der Provinz Ardabil, im Süden von der Provinz Zandschan und im Westen von der Provinz West-Aserbaidschan begrenzt.
Dieses Gebiet bildet den östlichen Teil des Aserbaidschanplateaus, welches einen Teil des iranischen Plateaus darstellt. 71 % dieses Landes wird von Bergen eingenommen; das ertragreiche Bauland macht 29 % des Landes aus.
Durch die Provinz verläuft auch die am 19. März 2007 in Betrieb genommene Iran-Armenien-Erdgaspipeline.

## Bevölkerung
Von einem Großteil der Bevölkerung wird die aserbaidschanische Sprache als Muttersprache gesprochen. Persisch ist, wie in ganz Iran, die offizielle Landes- und Bildungssprache und wird von nahezu der gesamten Provinzbevölkerung mindestens als Zweitsprache gesprochen. Kurden und Armenier sind bedeutende Minderheiten. Bilingualismus ist weit verbreitet. Auch Schahsavan-Nomaden, bekannt auch durch die Herstellung von Shahsavan-Teppichen, leben dort.
| Jahr      | 1986      | 1996      | 2006      | 2011      | 2016      |
| --------- | --------- | --------- | --------- | --------- | --------- |
| Einwohner | 3.077.882 | 3.325.540 | 3.603.456 | 3.724.620 | 3.909.652 |

In Qarajadag (Arasbaran), also der Region zwischen dem Aras-Fluss und dem Sabalan-Gebirge, gibt es sechs schiitisch-muslimische türkischsprachige Stämme kurdischer Herkunft: Chalabianlu, Muhammadkhanlu, Hajialilu, Hassenbeiglu, Husseinkhanlu und Qarachorlu.

## Die größten Städte

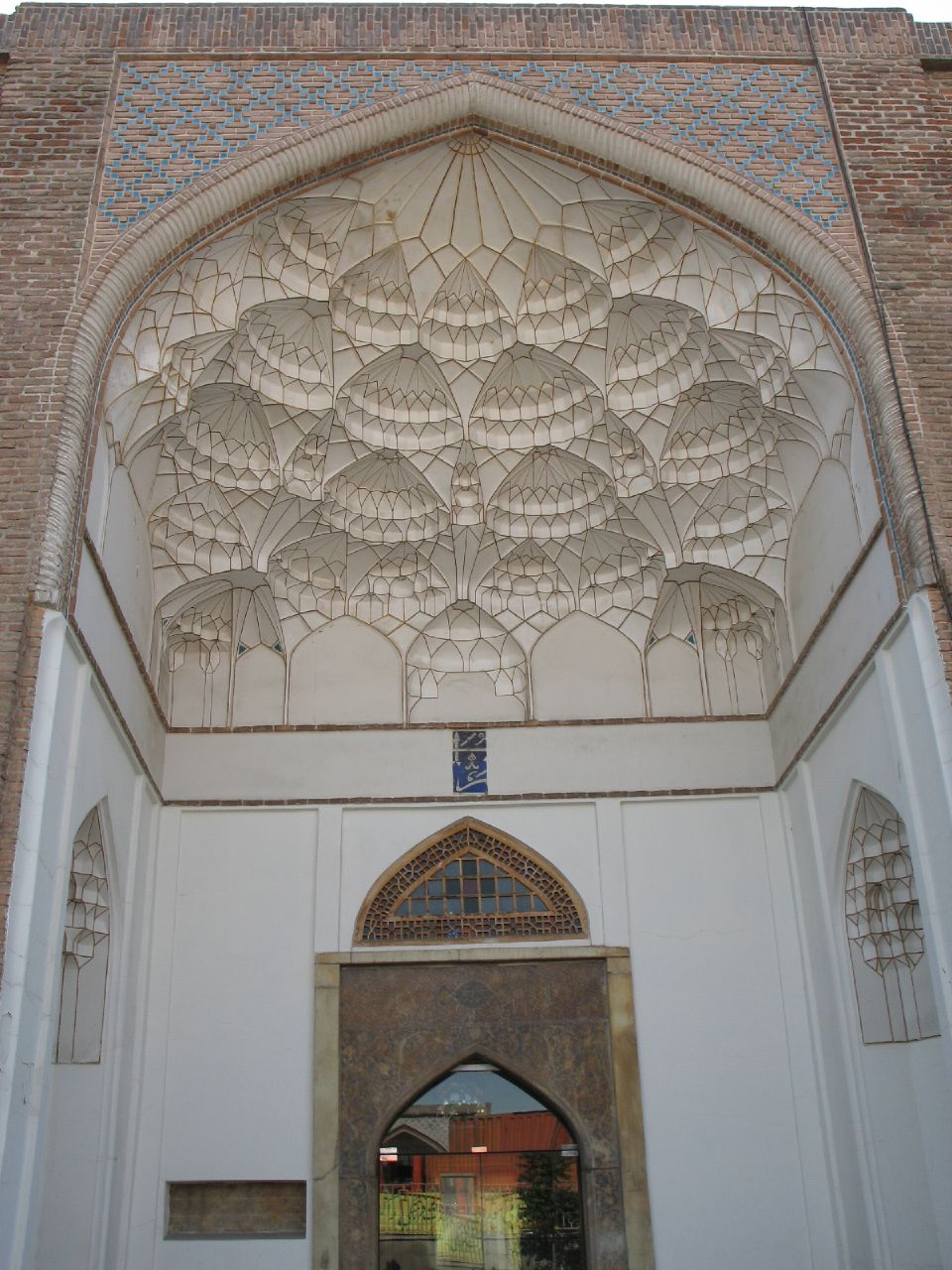
Die Saheb-al-Amr-Moschee, Täbris

(VZ = Volkszählung)
| Rang | Stadt        | Einwohner (VZ 2006) |
| ---- | ------------ | ------------------- |
| 1.   | Täbris       | 1.398.060           |
| 2.   | Maragha      | 149.929             |
| 3.   | Marand       | 114.841             |
| 4.   | Mianeh       | 89.796              |
| 5.   | Ahar         | 86.760              |
| 6.   | Bonab        | 76.610              |
| 7.   | Sarab        | 42.335              |
| 8.   | Azarschahr   | 36.801              |
| 9.   | Hadischahr   | 28.555              |
| 10.  | Adschabschir | 26.847              |
| 11.  | Sardrud      | 24.932              |
| 12.  | Malekan      | 24.680              |

## Verwaltungsgliederung

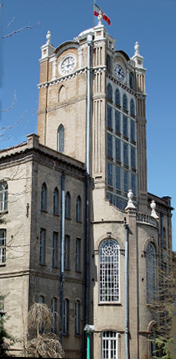
Rathaus Täbris

Die Provinz erfuhr in den letzten Jahrzehnten eine stetige Steigerung der Anzahl der Schahrestans (Verwaltungsbezirke). Zuletzt wurde 2010 mit der Abtrennung von Khoda Afarin von Kaleybar der 23. Bezirk geschaffen.
| Karte (1986) | Karte (2010) |
| ------------ | ------------ |
|              |              |

## Hochschulen (englisch)
- Sahand University of Technology
- Tabriz University of Medical Sciences
- Tabriz University of Tarbiat Moallem
- University of Tabriz
- Islamic Azad University of Bonab
- Islamic Azad University of Tabriz
- Islamic Azad University of Shabestar
- Islamic Azad University of Maragheh
- Islamic Azad University of Miyaneh
- Tabriz Islamic Arts University
- Azarbaijan University of Tarbiat Moallem, Azarschahr
- University College of Nabi Akram